# Entenfang (Mülheim an der Ruhr)
Der Entenfang ist ein kleiner, durch Kiesabgrabungen entstandener See in Mülheim an der Ruhr an der Stadtgrenze zu Duisburg-Wedau. Das beliebte Ausflugsziel liegt zwischen dem Duisburger Stadtwald und dem Broich-Speldorfer Wald mit dem Uhlenhorst. Sein westliches Ufer bildet größtenteils die Stadtgrenze zu Duisburg. Der See wird von den Saarner Bächen Rottbach und Wambach gespeist.
Der See ist nur knapp 400 m von der Duisburger Sechs-Seen-Platte entfernt, wird aber wegen seiner deutlich früheren Entstehung (vor 1933) und seiner Lage jenseits der Bahnlinie Duisburg-Lintorf nicht dazu gezählt. Gut 100 m östlich verläuft in Nord-Süd-Richtung die Autobahn A 3.

## Natur
Der Name leitet sich vermutlich von dem hohen Vorkommen an Enten ab. Andere heimische Wasservögel wie der Haubentaucher können hier ebenfalls beobachtet werden.

## Freizeitaktivitäten und Infrastruktur
Am Südufer des Sees befindet sich ein Campingplatz, der vorwiegend von Dauercampern genutzt wird, zum Teil auch als Hauptwohnsitz. Saison- und Kurzzeitstellplätze sind ebenfalls vorhanden.
Der Angelverein „Fischwaid Duisburg – Mülheim an der Ruhr und Umgebung e.V.“ unterhält am Entenfang eine Steganlage und nutzt den See als Vereinsgewässer.
Das Baden im See ist aufgrund der Gesundheitsgefährdung durch Blaualgen nicht mehr gestattet.

## Verkehr

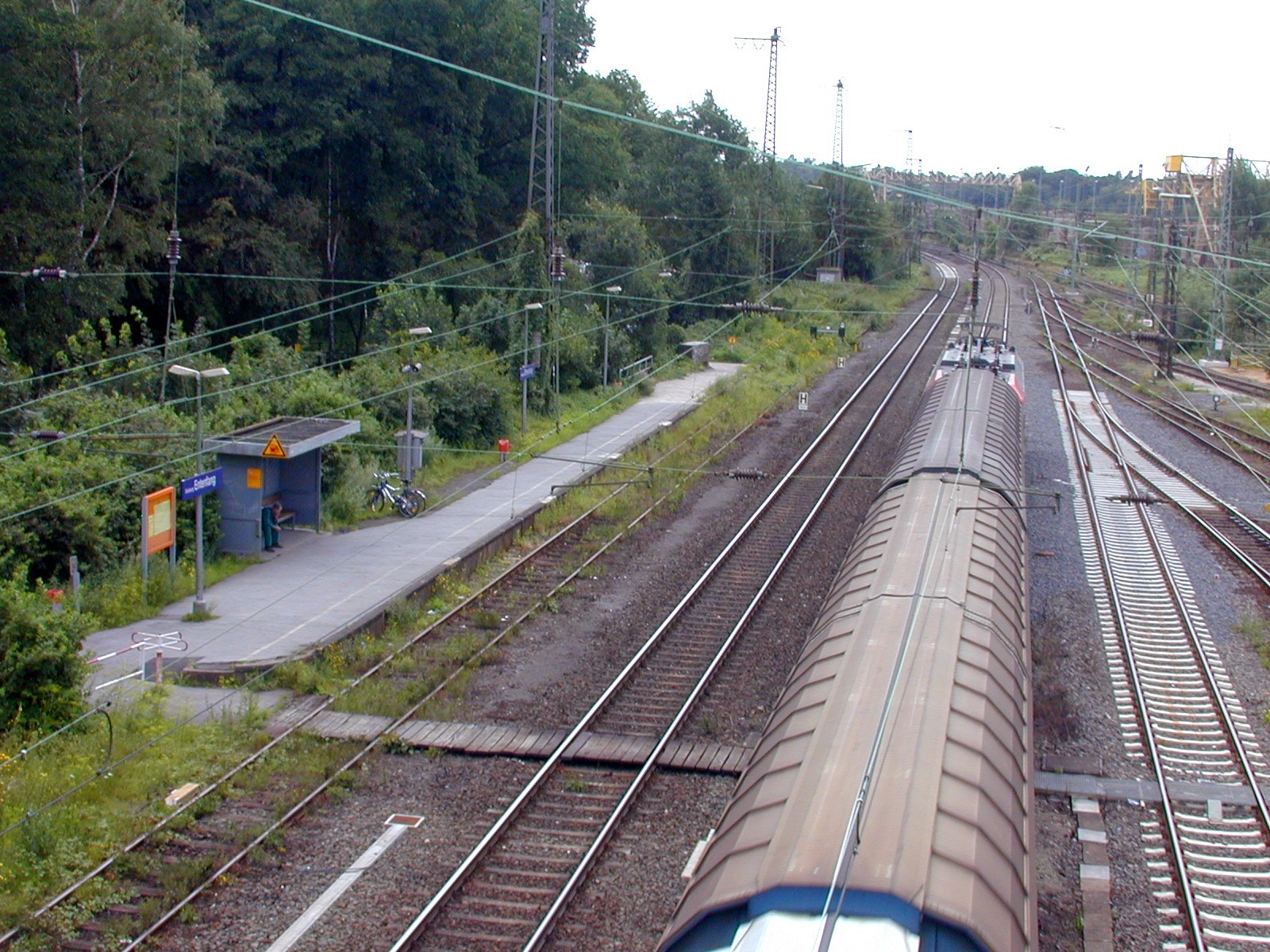
Haltepunkt Duisburg-Entenfang

Der Entenfang ist Namensgeber des Haltepunkts Duisburg-Entenfang an der Bahnstrecke Mülheim-Speldorf–Troisdorf. Dieser wurde im Stundentakt von der RB-Linie 37 Der Wedauer mit Dieseltriebwagen der DB-Baureihe 628 / Elektrotriebwagen der Baureihe 425 angefahren. Zuletzt verkehrte anstelle der Züge ein Schienenersatzverkehr. Obwohl der See vollständig in Mülheim liegt, heißt die Station Duisburg-Entenfang, da sich ihre Anlagen bereits auf Duisburger Stadtgebiet befinden. Mit der Einstellung der Linie RB 37 zum 15. Dezember 2019 wurde der Haltepunkt aufgegeben.
Nördlich des Sees gibt es einen Wanderparkplatz, der ein Netz von Wanderwegen im Duisburger und Mülheimer Stadtwald erschließt. Ein weiterer, deutlich kleinerer Parkplatz befindet sich direkt am westlichen Seeufer.